# 滋賀県交通安全協会
公益財団法人滋賀県交通安全協会（こうえきざいだんほうじんしがけんこうつうあんぜんきょうかい）は、滋賀県を管轄する滋賀県知事認定の公益財団法人である。

## 概要
滋賀県内の地区交通安全協会を統括する交通安全協会で、滋賀県内での季節単位で開催する交通安全運動をはじめ、自動車・自動二輪車の運転免許更新の伝達・更新事務、申請書や収入証紙の委託販売業務、自転車などに貼る反射シールや車輪のスポークに貼る反射材などの交通安全グッズの頒布、交通安全功労者の表彰及び国や全国法人への表彰推薦などを事業としている。

## 地区
- 大津交通安全協会
- 草津・栗東交通安全協会
- 守山野洲交通安全協会
- 甲賀湖南交通安全協会
- 近江八幡地区交通安全協会
- 東近江地区交通安全協会
- 彦根交通安全協会
- 米原交通安全協会
- 長浜地区交通安全協会
- 伊香交通安全協会
- 高島交通安全協会
- 大津北交通安全協会